# Tecamachalco (kommun)
Tecamachalco är en kommun i Mexiko.   Den ligger i delstaten Puebla, i den sydöstra delen av landet, 160 km öster om huvudstaden Mexico City.
Följande samhällen finns i Tecamachalco:
- Tecamachalco
- San Mateo Tlaixpan
- Santiago Alseseca
- Xochimilco
- San Antonio Tecolco
- San Antonio la Portilla
- La Laguna
- Lomas de Santa Cruz
- Lomas de Romero
- La Soledad
- San Baltazar
- Veracrucito
- Rubén Jaramillo
- José María Pino Suárez
- El Salado
- Colonia Cuauhtémoc
- Rancho el Laurel
- Ranchería los Silvas
- Colonia del Cuije
- Betel
- San José de Meza
- Barrio la Providencia
- El Moralillo
- San José Machorro